# Helvella
Helvella é um género de fungos ascomicetes da família Helvellaceae. Estes cogumelos, são identificáveis pelos seus chapéus de forma irregular, estipes sulcados, e superfícies inferiores indistintas. São encontrados na América do Norte e na Europa. Espécies bem conhecidas incluem o esbranquiçado H. crispa e o cinzento H. lacunosa. Há relatos de que podem causar sintomas gastrointestinais quando ingeridos crus.
O nome genérico era originalmente um tipo de erva aromática italiana.

## Descrição
As espécies de Helvella têm corpos frutíferos (ascocarpos) que crescem acima do solo, e usualmente têm estipe. O corpo frutífero em forma de taça (apotécio) pode assumir uma variedade de formas: pode ter a forma de orelha (auriculada), ou de sela; pode ser convexo ou lobado de forma irregular. A superfície portadora de esporos, o himénio, pode ser lisa, ondulada ou enrugada e pode ter várias cores desde o branco ao negro ou vários tons de cinza ou castanho. De igual modo, a superfície exterior dos corpos frutíferos pode ser lisa, ondulada ou ter pequenas projeções pilosas. O estipe é cilíndrico, mais estreito numa das extremidades e sulcado. A trama tem espessura de 1 a 2 mm.

## Espécies
- Helvella acetabulum
- Helvella albella
- Helvella albipes
- Helvella atra
- Helvella confusa
- Helvella corium
- Helvella costifera
- Helvella crispa
- Helvella cupuliformis
- Helvella dissingi
- Helvella elastica
- Helvella engleriana
- Helvella ephippium
- Helvella fibrosa[4]
- Helvella fusca
- Helvella juniperi[5]
- Helvella lacunosa
- Helvella latispora
- Helvella leucomelaena
- Helvella leucopus
- Helvella macropus
- Helvella monachella
- Helvella pezizoides
- Helvella phlebophora
- Helvella queletii
- Helvella silvicola
- Helvella solitaria
- Helvella terrestris[6]
- Helvella zhongtiaoensis[7]